# FCAF-Klasse KM
Die beiden Dampflokomotiven der Klasse KM der Ferrocarril Austral Fueguino (FCAF) sind Garratt-Lokomotiven für 500-mm-Schmalspur. Bei den 1994 und 2006 gebauten Lokomotiven handelt es sich um Neukonstruktionen und nicht um Nachbauten älterer Lokomotiven.

## Geschichte

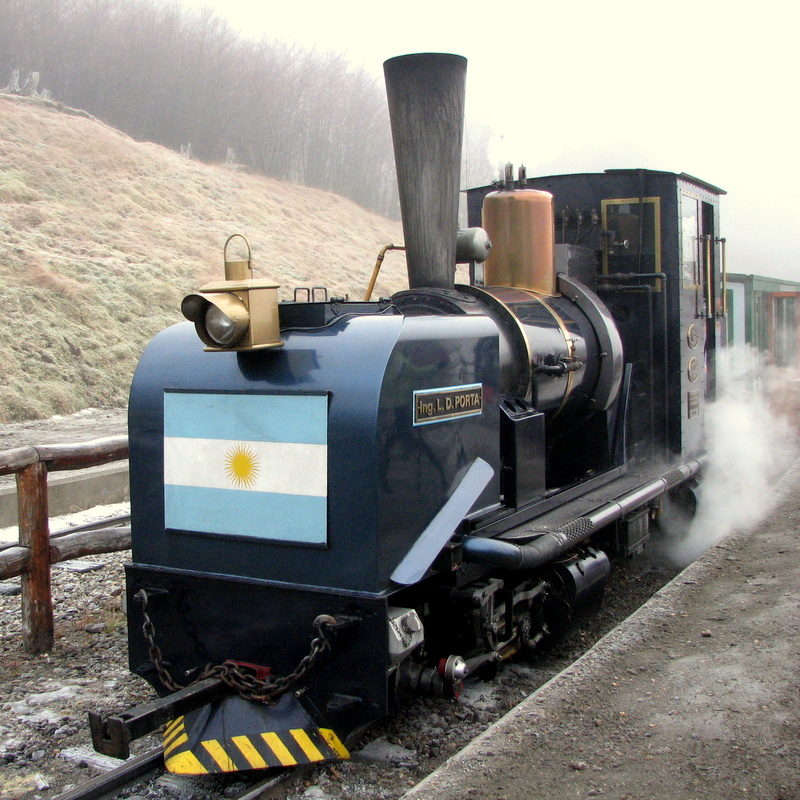
Lok 2 in blauem Anstrich (2009)

Die 1994 gebaute Lokomotive gilt als die erste vollständig in Argentinien gebaute Dampflokomotive überhaupt und ist – abgesehen von Parkbahn- und Miniaturlokomotiven – die erste neu gebaute Garratt seit den 1968 gebauten letzten Exemplaren der südafrikanischen Klasse NGG 16.
Die erste der beiden Lokomotiven war ursprünglich eine verkleinerte Ausführung der für 610 mm Spurweite gebauten tasmanischen Klasse K, der ersten Garratt überhaupt; allerdings war das Gewicht mit etwa 9 t (verglichen mit ca. 33 t bei der Klasse K) deutlich geringer. Wie bei der Klasse K sind die Zylinder auf der Innenseite der Triebdrehgestelle angeordnet – ein für Garratts sehr ungewöhnliches Konstruktionsdetail, das seit der Klasse K nicht wiederholt worden war. Allerdings wurde die Verbundwirkung der Klasse K nicht übernommen, so dass alle vier Zylinder die gleiche Größe haben.
Die Lokomotive weist moderne Konstruktionsmerkmale auf, wie Rollenlager an den Achsen, geschweißte Zylinder und Kessel sowie Ölfeuerung.
2001 wurde sie einem größeren Umbau unterzogen, mit dem Ziel, die Leistungsfähigkeit und Wirtschaftlichkeit zu verbessern. Dieser Umbau fand unter der Leitung von Livio Dante Porta statt. Zu den vielen Veränderungen gehörten strömungstechnisch optimierte Dampfrohre mit größeren Querschnitten, eine verbesserte Isolierung sowie eine Lempor-Saugzuganlage.
Äußerlich fallen vor allem das aus Komfortgründen erhöhte Führerhaus sowie der um 300 mm höher gelegte Kessel auf. Außerdem wurden die der Klasse K entlehnten eckigen Wassertanks durch gerundete und im Volumen vergrößerte Tanks ersetzt. Eine Ähnlichkeit zur tasmanischen Klasse K ist daher, abgesehen von der ungewöhnlichen Zylinderanordnung, kaum noch gegeben.
Das Leistungsvermögen der Lokomotive wurde durch den Umbau deutlich gesteigert; die Zahl der von der Lokomotive bewältigten Waggons hat sich mehr als verdoppelt. Die ursprünglich Nora genannte Lokomotive erhielt den neuen Namen Ing. L.D. Porta, und als neue Klassenbezeichnung wurde KM gewählt.
Das Bild zeigt die Maschine im Jahr 2005 in der roten Lackierung, die sie beim Umbau erhalten hat. Wenig später wurde sie dunkelblau lackiert. Auch die noch provisorisch verlegten Dampfrohre neben dem Stehkessel wurden inzwischen verändert.

## Die zweite Lokomotive
2006 baute Phil Girdlestone in Südafrika eine zweite Garratt für die FCAF. Sie entstand teilweise aus Komponenten für ein schon beim Bau der ersten Lokomotive geplantes zweites Exemplar. Neu ist der leistungsfähigere Kessel, der neben einem Belpaire-Stehkessel jetzt auch einen Überhitzer enthält. Die Wassertanks haben ein größeres Volumen als bei der Nr. 2, außerdem befindet sich ein dritter Wassertank unter dem Kessel, um das Reibungsgewicht der größeren Leistung anzupassen.
Die neue Lokomotive erhielt die Bahnnummer 5 und den Namen Ing. H.R. Zubieta. Sie ist etwas schwerer und wegen der verlängerten Rauchkammer, die durch den Überhitzer bedingt ist, auch etwas länger als Lok Nr. 2, und die Wassertanks haben eine andere Form.
Es ist geplant, Lok Nr. 2 ebenfalls auf einen Belpaire-Heißdampfkessel umzubauen; ein vorhandener Ersatzkessel wird dafür entsprechend umgebaut. Beide Lokomotiven werden dann weitgehend baugleich sein.